# Ziemięcin (województwo wielkopolskie)
Ziemięcin – wieś w Polsce położona w województwie wielkopolskim, w powiecie konińskim, w gminie Wierzbinek. Miejscowość jest siedzibą sołectwa Ziemięcin.
Do powstania styczniowego wieś była częścią majątku Chrząszczewskich. W latach 1975–1998 miejscowość należała administracyjnie do województwa konińskiego. W roku 2011 liczyła 279 mieszkańców, w tym 144 kobiety i 135 mężczyzn.

W okolicach wsi występują gleby należące do kompleksu pszennego dobrego, kompleksu zbożowo-pastewnego mocnego. W rejestrze zabytków znajduje się synagoga z końca XIX w., do 1988 funkcjonująca jako dom mieszkalny.